# لوليتا شاكرابارتي
لوليتا شاكرابارتي (بالإنجليزية: Lolita Chakrabarti)‏ هي ممثلة بريطانية، ولدت في 1 يونيو 1969 بيوركشاير في المملكة المتحدة.

## أعمال

### أفلام
- (2001) الثقب

## وصلات خارجية
- لوليتا شاكرابارتي على موقع IMDb (الإنجليزية)
- لوليتا شاكرابارتي على موقع قاعدة بيانات برودواي على الإنترنت (الإنجليزية)
- لوليتا شاكرابارتي على موقع قاعدة بيانات الفيلم (الإنجليزية)